# 2001 Mars Odyssey
Pour les articles homonymes, voir Odyssey.

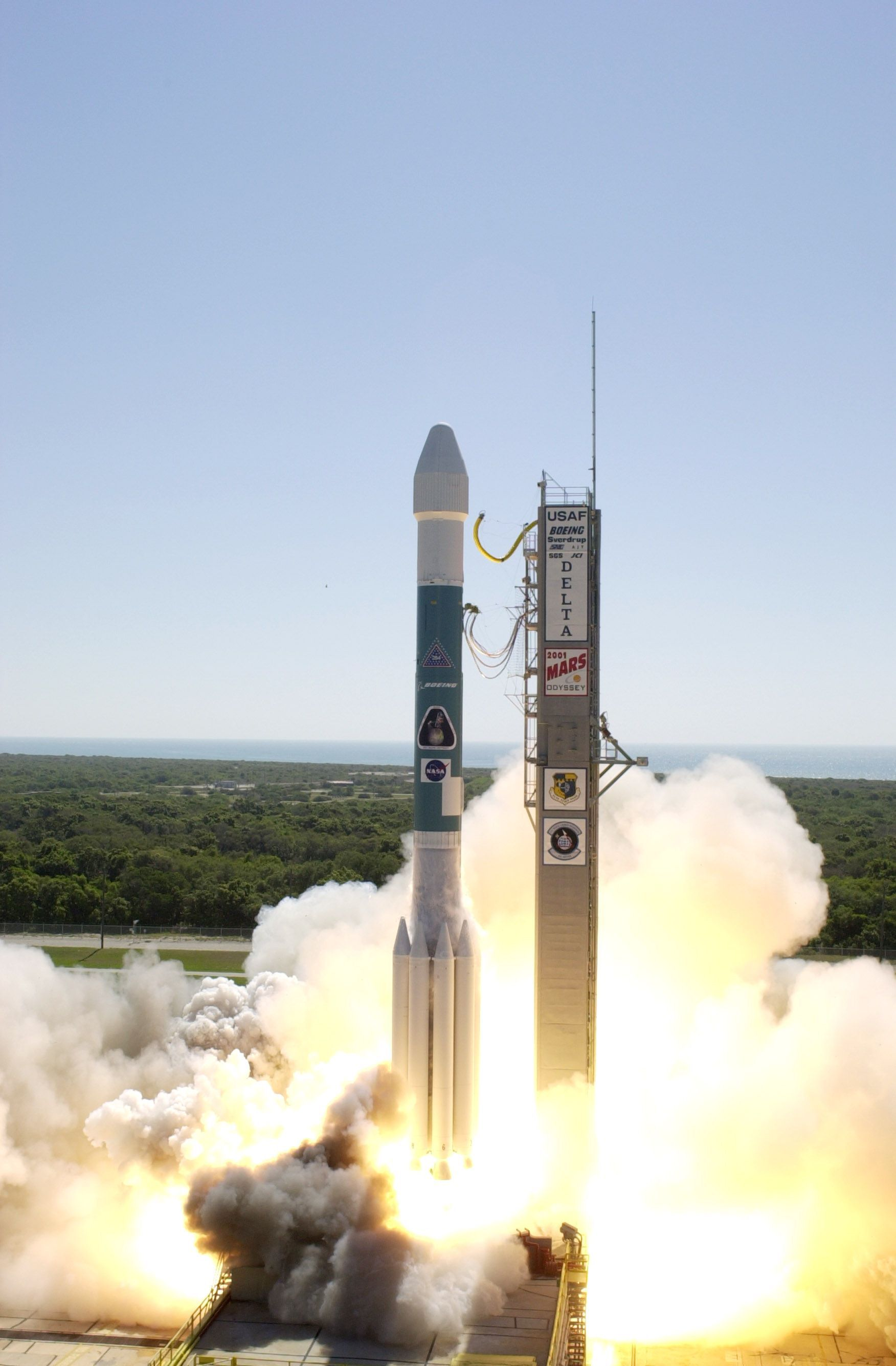
Lancement le 7 avril 2001 par une fusée Delta II-7425.

2001 Mars Odyssey est une sonde spatiale de la NASA placée en orbite en 2002 autour de la planète Mars. Cet orbiteur, de taille relativement modeste héritée du programme « better, faster, cheaper » (mieux, plus vite, moins cher), a pour objectifs principaux de dresser une carte de la distribution des minéraux et des éléments chimiques à la surface de Mars et de détecter la présence éventuelle d'eau à l'aide de ses trois instruments scientifiques hérités en partie de la mission Mars Observer.
Mars Odyssey remplit parfaitement sa mission : les instruments de la sonde spatiale permettent de mettre en évidence de grandes quantités de glace stockées sous les deux pôles et l'abondance particulièrement importante du potassium. Le spectromètre imageur THEMIS sert à établir une carte globale de Mars en lumière visible et en infrarouge et montre la présence de grandes concentrations d'olivine, qui prouvent que la période sèche que connaît Mars a débuté il y a très longtemps. Enfin, les données fournies par la sonde sont utilisées pour sélectionner les sites d'atterrissages des astromobiles Mars Exploration Rover. La sonde, dont la mission est prolongée à cinq reprises, reste opérationnelle en 2019 plus de dix-huit ans après son lancement. Elle sert également de relais de télécommunications entre la Terre et les engins se posant sur Mars tels que les astromobiles MER ou Mars Science Laboratory.

## Contexte: l'héritage de la politique du«better, faster, cheaper»
La NASA lance en 1992 l'orbiteur Mars Observer, mais trois jours avant la date prévue pour l’insertion sur son orbite martienne, le contact avec la sonde est perdu. L'échec de cette mission particulièrement coûteuse entraîne une révision complète de la stratégie américaine d’exploration du système solaire. La NASA décide de lancer désormais des sondes spatiales moins sophistiquées mais à budget serré : l'objectif est de ne pas tout perdre en cas d’échec tout en permettant la réalisation d'un plus grand nombre de missions avec un cycle de développement raccourci. C’est le « better, faster, cheaper » (« mieux, plus vite, moins cher »), qui devient la devise du nouveau programme Discovery. Dans le cadre de ce programme et à chaque conjonction favorable de Mars et de la Terre (environ tous les deux ans), la NASA prévoit d’envoyer à la fois une sonde spatiale de type orbiteur, qui doit effectuer ses observations depuis l’orbite martienne, et une autre de type atterrisseur, chargée de se poser sur le sol martien pour y recueillir des données scientifiques. Les objectifs qui étaient assignés initialement à la sonde Mars Observer malchanceuse, sont ventilés entre les orbiteurs beaucoup plus légers du nouveau programme : des copies des instruments scientifiques de Mars Observer seront donc embarquées sur les sondes Mars Global Surveyor qui doit être lancée en 1996, Mars Climate Orbiter (1998), Mars Odyssey (2001) et Mars Reconnaissance Orbiter (2005) .
Les deux premières sondes du nouveau programme, lancées en 1996, remplissent parfaitement leur mission : l’atterrisseur Mars Pathfinder se pose sur Mars et libère le premier robot mobile extraplanétaire, Sojourner, qui explore les environs durant quelques semaines ; de son côté, l’orbiteur Mars Global Surveyor renvoie durant neuf ans une quantité inégalée de données sur l’atmosphère, la surface et la structure interne de Mars. Conformément à ses plans, la NASA lance fin 1998/début 1999 deux nouvelles sondes alors que Mars se trouve de nouveau dans une position favorable, mais Mars Climate Orbiter et Mars Polar Lander sont toutes deux victimes de défaillances à trois mois d'intervalle avant d’avoir débuté la partie scientifique de leur mission. Face à cette série de défaillances catastrophiques visiblement liées à sa nouvelle doctrine, la NASA décide de suspendre toutes les missions futures de son programme d'exploration martienne notamment les deux sondes spatiales de Mars Surveyor 2001 en voie d'achèvement. L'orbiteur, le futur Mars Odyssey, a des caractéristiques très proches de Mars Climate Orbiter or la perte de cette sonde est avant tout liée à une erreur humaine. La NASA décide donc très rapidement de donner son feu vert à l'achèvement de Mars Odyssey par son constructeur Lockheed Martin. L’atterrisseur Mars Surveyor Lander 2001 quant à lui ne sera jamais lancé et servira de réservoir de pièces détachées pour les missions suivantes. Le coût total de la mission Mars Odyssey est évalué à 297 millions de dollars.

## Objectifs
L'objectif scientifique principal de Mars Odyssey est de dresser une carte de la distribution des minéraux et des éléments chimiques à la surface de Mars. La sonde doit également :
- déterminer la quantité d'hydrogène stockée à faible profondeur essentiellement sous la forme de glace d'eau ;
- obtenir des images thermiques à haute résolution en infrarouge des minéraux présents ;
- fournir des informations sur la topologie de la surface de Mars ;
- préciser l'environnement radiatif de Mars dans la perspective des futures missions habitées vers Mars.

Mars Odyssey doit par ailleurs servir de relais pour les télécommunications entre la Terre et les engins américains ou d'autres pays posés à la surface de Mars.

## Caractéristiques techniques de la sonde spatiale
Mars Odyssey, qui a approximativement la forme d'un parallélépipède de 2,2 × 1,7 × 2,6 mètres, pèse 725 kg au lancement dont 331,8 kg d'ergols et 44,5 kg d'instrumentation scientifique. Plusieurs équipements sont rattachés au corps de la sonde et ne sont déployés qu'une fois la sonde en orbite : les panneaux solaires, l'antenne grand gain et le mât de 6 mètres portant le capteur du spectromètre gamma. La sonde spatiale est divisée en deux modules : le module de propulsion comprend les réservoirs, les moteurs et les conduits assurant la circulation des ergols. Le module des équipements comprend les équipements assurant le fonctionnement de l'engin et les instruments scientifiques.

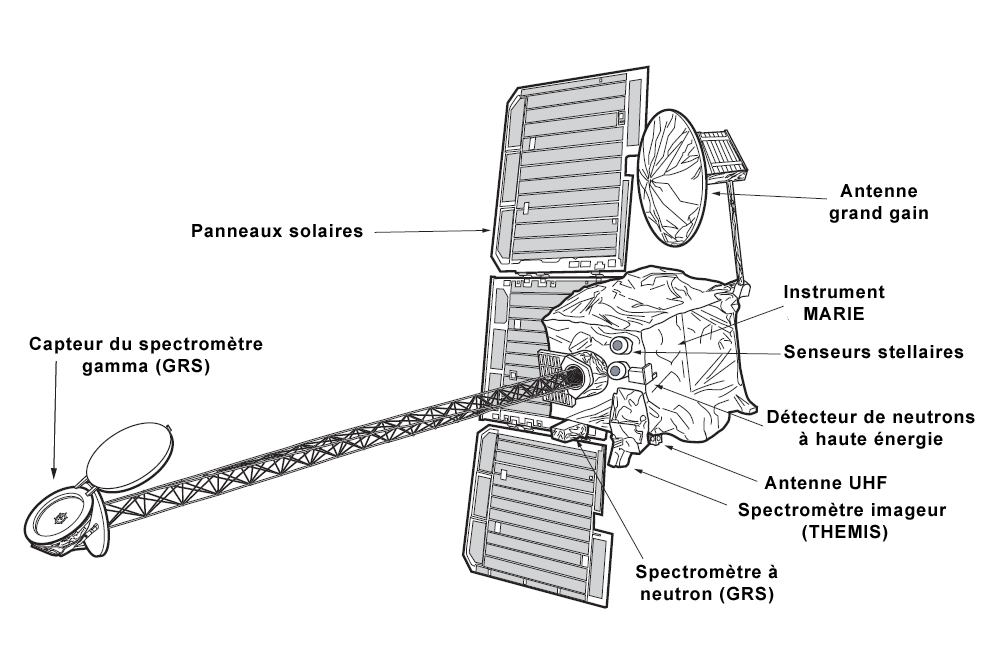
Schéma de la sonde.

### Plateforme
La structure de la sonde est réalisée essentiellement en aluminium, des parties étant en titane pour assurer la rigidité tout en limitant l'augmentation de la masse. La masse de la structure est de 81,7 kg.
Mars Odyssey dispose de plusieurs types de moteur-fusée. Le moteur le plus puissant, qui brûle un mélange hypergolique d'hydrazine et de peroxyde d'azote et a une poussée minimum de 695 newtons, est utilisé une seule fois pour l'insertion en orbite autour de Mars. Pour les corrections de trajectoire et le contrôle de l'orientation, la sonde dispose de quatre moteurs de 22 N de poussée et de quatre moteurs de 0,9 N de poussée. Les ergols sont injectés dans les moteurs par de l'hélium sous pression stocké dans un réservoir dédié. L'ensemble du système de propulsion représente une masse de 49,7 kg sans les ergols.
L'énergie électrique est fournie par trois panneaux solaires ayant une surface totale de 7 m2 recouverts de cellules solaires de type AsGa dont l'énergie est, si nécessaire, stockée dans une batterie Nickel-Hydrogène de 16 ampères-heures. Les panneaux produisent 750 watts au niveau de l'orbite de Mars et 1 500 W au niveau de l'orbite terrestre. Les panneaux sont déployés une fois la sonde en orbite. L'ensemble du système gérant la production et la régulation de l'énergie a une masse de 86 kg.
Les télécommunications sont réalisées en bande X avec la Terre et en UHF avec les atterrisseurs et rovers situés à la surface de Mars. L'antenne parabolique grand gain de 1,3 mètre de diamètre peut être utilisée simultanément pour recevoir des instructions de la Terre et transmettre les données scientifiques recueillies. L'antenne grand gain n'est déployée qu'une fois la phase d'aérofreinage achevée. Elle peut être orientée avec deux degrés de liberté. La sonde dispose également d'une antenne rectangulaire moyen gain large de 7,1 cm située au centre de l'antenne grand gain. Enfin, une antenne faible gain de 4,4 cm de diamètre peut être utilisée dans les cas d'urgence ou lorsque l'antenne grand gain n'est pas pointée vers la Terre. L'ensemble du système de télécommunications a une masse de 23,9 kg.
Le contrôle d'orientation de la sonde repose sur trois paires de senseurs redondants constituée chacune d'un viseur d'étoiles et d'un senseur solaire. Pour modifier son orientation, Mars Odyssey 2001 utilise à la fois des roues de réactionet des petits propulseurs. L'ensemble du système de contrôle d'orientation a une masse de 23,4 kg.

## Instrumentation scientifique

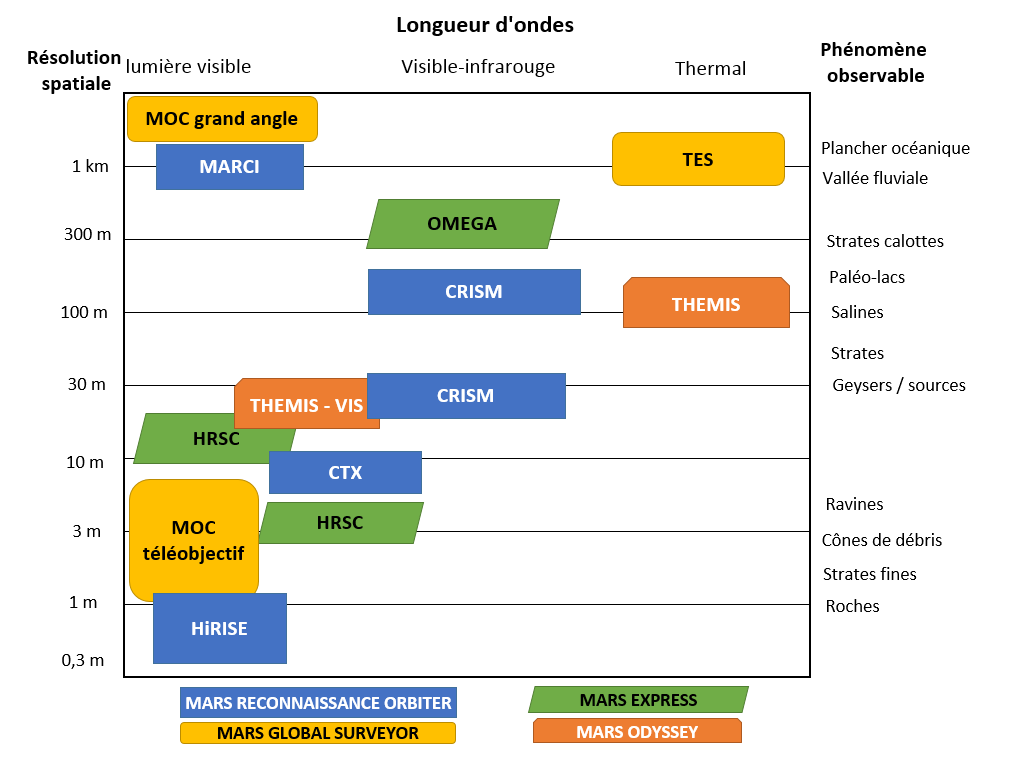
Comparaison des performances des instruments optiques embarqués à bord des orbiteurs martiens MRO, Mars Express, Mars Global Surveyor et 2001 Mars Odyssey.

Mars Odyssey embarque trois instruments scientifiques qui sont en partie un héritage de la sonde malchanceuse Mars Observer.

### Le spectromètre-imageur THEMIS
Le spectro-imageur Thermal Emission Imaging System (acronyme : THEMIS) réalise une cartographie des ressources géologiques de Mars via une caméra haute définition couplée à un spectromètre travaillant dans l'infrarouge et en lumière visible. Dans l'infrarouge, l'instrument utilise neuf bandes spectrales pour identifier les minéraux tels que les carbonates, les silicates, les hydroxydes, les sulfates, les silices hydrothermaux, les oxydes et les phosphates. Cette approche multispectrale doit en particulier permettre d'identifier les minéraux qui se forment en présence d'eau tout en fournissant le contexte géologique. L'instrument, qui est long de 54,5 cm pour 37 cm de haut et 28,6 cm de large, a une masse de 11,2 kg et consomme 14 watts.

### Le spectromètre à rayons gamma GRS
Le spectromètre à rayons gamma Gamma Ray Spectrometer (acronyme : GRS) est également utilisé pour déterminer les éléments composant la surface de Mars. La surface de la planète est frappée en permanence par des rayons cosmiques qui sont par nature très énergétiques. Les éléments composant le sol réagissent (processus de spallation) en émettant des neutrons plus ou moins énergétiques. Ces derniers frappent à leur tour des noyaux atomiques en donnant naissance à deux processus : soit le neutron rebondit après avoir communiqué une partie de son énergie au noyau qui la restitue sous forme de rayons gamma soit le neutron est absorbé par le noyau qui devient instable et donc radioactif et qui se désintègre en produisant également des rayons gamma. Dans les deux cas, l'énergie des rayons gamma permet d'identifier le type d'élément (fer, silicium, etc.) qui l'a émis. Le spectromètre GRS, en mesurant l'énergie des rayonnements renvoyés par le sol, permet de mesurer l'abondance en éléments de la zone observée et de dresser une carte de la distribution de ceux-ci à la surface de Mars. L'instrument est complété par deux spectromètres à neutrons : le premier est capable de détecter une large gamme de neutrons, tandis que le second est spécialisé dans les neutrons à haute énergie. Ces détecteurs sont utilisés pour mesurer l'abondance des atomes d'hydrogène présents dans le sol martien à une profondeur inférieure à un mètre et d'en déduire l'abondance en glace d'eau. Pour que le détecteur de rayons gamma de l'instrument GRS ne soit pas perturbé par le rayonnement gamma émis par la structure métallique du satellite, il est positionné à l'extrémité d'un mât de 6,2 mètres qui est déployé à l'issue de la phase de cartographie. Le cristal de germanium au cœur du détecteur doit être exposé au vide pour atteindre la température basse (−193 °C) qui est nécessaire à son fonctionnement. Toutefois, les particules qui le frappent finissent par altérer la structure du cristal et diminuer la résolution spectrale. Cette capacité est restaurée en le portant à 100 °C durant quelques dizaines d'heures : pour parvenir à cette température, un couvercle positionné sur le réceptacle contenant le cristal est refermé. GRS a une masse de 30,5 kg et consomme 32 watts,.

### Le détecteur de particules énergétiques MARIE
Dans l'optique d'une future mission spatiale habitée vers Mars, Mars Odyssey comprend un instrument qui doit évaluer le niveau des radiations les plus dangereuses que pourraient recevoir un équipage sur le trajet Terre-Mars et en orbite autour de Mars. Le Mars Radiation Environment Experiment (acronyme : MARIE) mesure les particules énergétiques ionisées (électrons, protons et noyaux d'atome) émises par le Soleil et les rayons cosmiques d'origine galactique dont l'énergie est comprise entre 15  et   500 MeV. MARIE est un spectromètre avec une ouverture de 68°. L'instrument qui a une masse de 3,3 kg  consomme 7 watts,.

Instruments embarqués
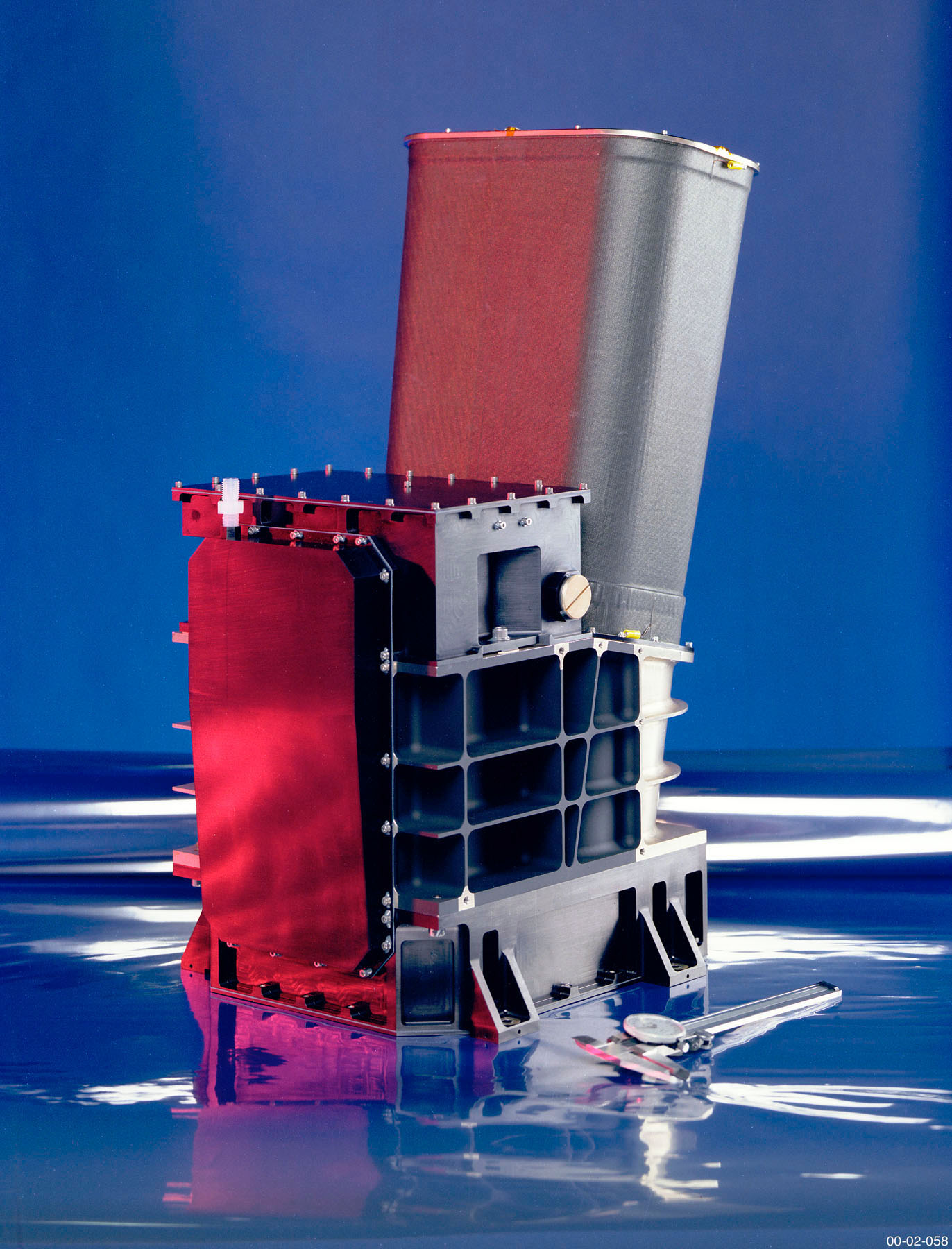
Spectromètre imageur THEMIS.
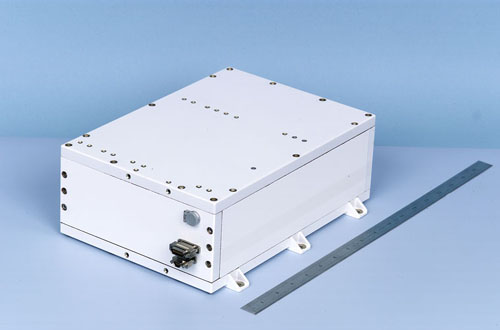
Détecteur de particules énergétiques MARIE.
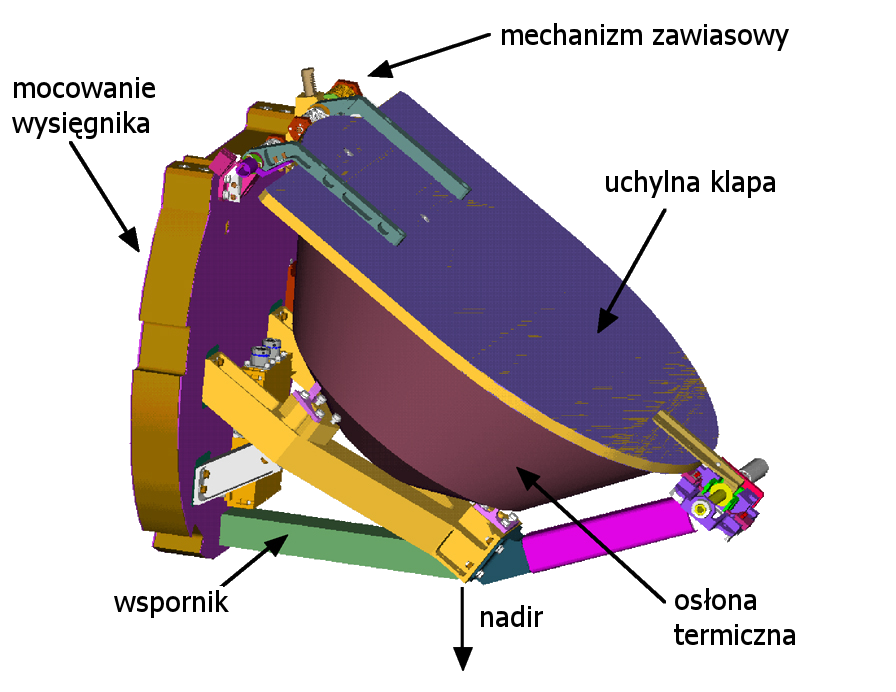
Schéma du spectromètre gamma GRS.

## Déroulement de la mission

### Lancement et mise en orbite autour de Mars

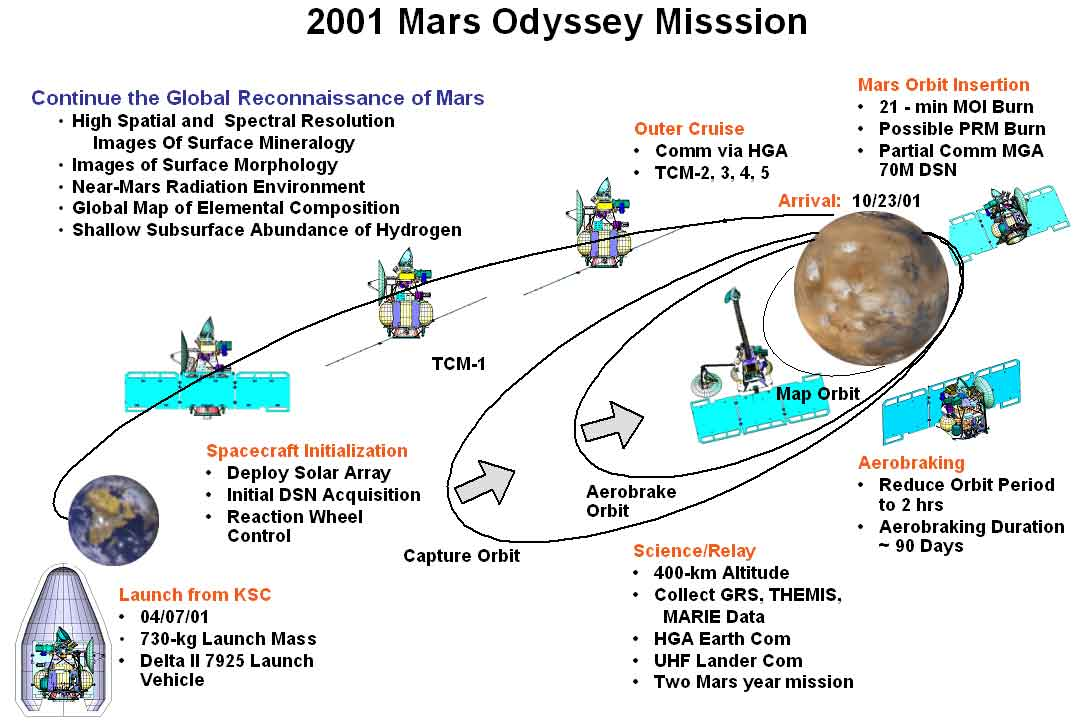
Schéma du déroulement du lancement, du transit vers Mars et de la phase d'aérofreinage.

La sonde spatiale Mars Odyssey est lancée de Cap Canaveral, en Floride, le 7 avril 2001 par une fusée Delta II-7425 et elle atteint Mars le 24 octobre suivant, à 2 h 30 (heure universelle). Après avoir parcouru environ 460 millions de kilomètres, la sonde passe derrière la planète Mars à une altitude de 300 km (avec un écart de 1 km par rapport à l'altitude visée) et met à feu son moteur principal pour réduire sa vitesse et s'insérer ainsi en orbite autour de la planète. Le moteur-fusée de 695 newtons de poussée, qui est utilisé durant 19,7 minutes en brûlant environ 262,8 kg d'ergols, place la sonde sur une orbite polaire très elliptique (~128 × 27 000 km) parcourue en 18 heures et 36 minutes. Pour arriver sur son orbite basse circulaire, la sonde modifie celle-ci au cours des trois mois suivants en utilisant la technique du freinage atmosphérique mise au point par Mars Global Surveyor. Cette technique consiste à modifier l'altitude de la sonde spatiale au périgée de manière qu'elle pénètre dans les hautes couches de l'atmosphère martienne (à environ 100 km d'altitude), et soit ralentie par la traînée générée. La réduction de vitesse obtenue à chaque orbite entraîne une diminution de l'altitude de Mars Odyssey à l'apogée et permet de ramener celle-ci progressivement de 27 000 à 400 km,,. L'opération est délicate car si la sonde se trouve trop bas les forces de frottement peuvent entraîner sa destruction. D'autre part, la densité de l'atmosphère de Mars et son épaisseur varient rapidement et il faut donc surveiller en permanence l'évolution de ces paramètres et adapter en conséquence l'altitude au périgée à chaque révolution. Cette surveillance de la météorologie martienne est assurée à la fois par Mars Global Surveyor et Mars Odyssey. Cette technique permet d'économiser plus de 200 kilogrammes de propergol. La phase de freinage atmosphérique s'achève le 11 janvier 2002. À l'aide des petits moteurs-fusées de la sonde, l'altitude du périgée est relevée progressivement à 400 km tandis que l'apogée est abaissé de 500 à 400 km. Ces manœuvres s'achèvent le 30 janvier 2002. La sonde est désormais sur une orbite polaire héliosynchrone qui la fait survoler Mars à 5 heures locale de l'après-midi. L'antenne grand gain est déployée le 6 février 2002.

### La mission primaire

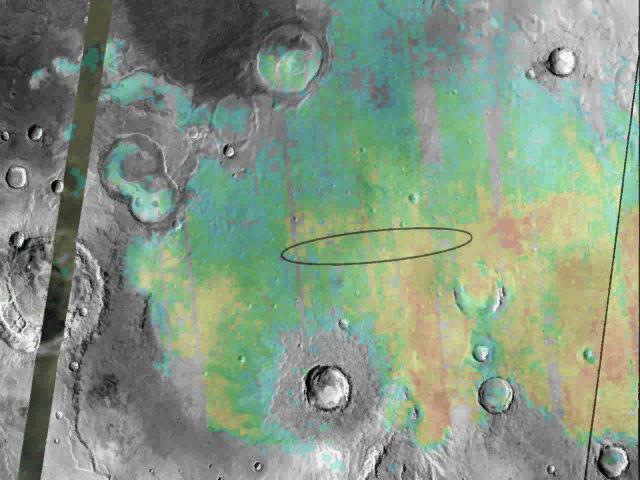
Carte réalisée à l'aide de l'instrument THEMIS montrant la zone d'atterrissage de l'astromobile Opportunity (ovale noir). Les couleurs jaune et rouge indiquent des concentrations élevées d'hématite.

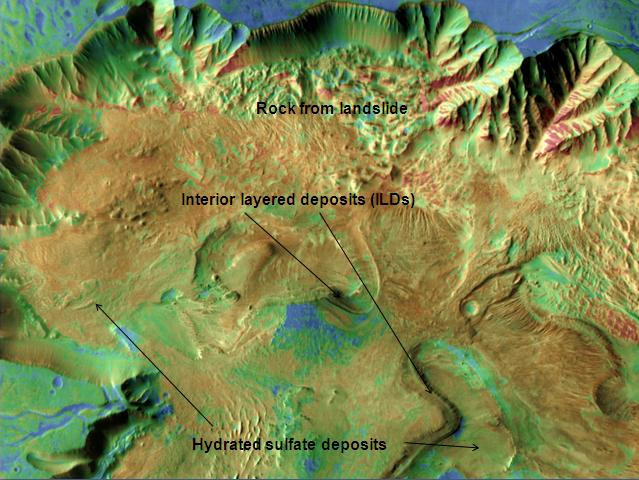
Composition minéralogique de la région de Candor Chasm. Image prise par THEMIS.

La mission scientifique proprement dite débute le 18 février 2002 avec la mise en marche des instruments scientifiques. Les ingénieurs de la NASA parviennent le 13 mars 2002 à remettre en marche l'instrument MARIE tombé en panne en août 2001 alors que la sonde était en route pour Mars. En mai 2002, les données collectées par les spectromètres à neutron de GRS permettent de confirmer la présence d'eau dans une proportion de 50 % en volume dans la couche superficielle du pôle sud. De son côté, l'instrument THEMIS fournit le même mois des données infrarouges prometteuses qui permettent d'identifier clairement des couches géologiques superposées très différenciées à la surface de Mars. En juin 2002, le détecteur du spectromètre gamma est mis en marche : le mât qui le supporte est déployé. Mi-octobre 2002, la couche de dioxyde de carbone qui recouvre le pôle nord durant une partie de l'année s'évapore. L'instrument GRS permet alors de constater que le pôle nord recèle également des quantités d'eau encore plus importantes que celles détectées au pôle sud quelques mois auparavant. Le 28 août 2003, l'instrument MARIE tombe en panne : un composant de l'électronique de MARIE a sans doute été endommagé par une particule solaire. Les ingénieurs ne parviendront pas à le remettre en marche.

### La mission étendue

#### Première et deuxième extensions
Le 24 août 2004, la mission primaire de Mars Odyssey s'achève mais la NASA a approuvé une première extension de la mission jusqu'à septembre 2006, afin de pouvoir comparer les phénomènes climatiques affectant la planète d'une année sur l'autre. Ainsi, les scientifiques pourront observer les changements affectant la calotte polaire, ou d'autres phénomènes atmosphériques (formation de nuages ou de tempêtes de poussière). Cette mission étendue permet également d'apporter une assistance précieuse aux missions martiennes en cours ou futures : près de 85 % des données collectées par les rovers MER qui ont atterri en 2003, vont transiter vers la Terre grâce au relais de communication UHF de Mars Odyssey. En outre, les données collectées par l'orbiteur vont contribuer au choix du site d'atterrissage de la sonde sonde Phoenix lancée en 2008. Enfin, Odyssey va guider l'orbiteur Mars Reconnaissance Orbiter, qui se place en orbite autour de la planète rouge en mars 2006, en analysant les conditions atmosphériques martiennes. Comme Mars Odyssey, la sonde Mars Reconnaissance Orbiter a utilisé en effet l'atmosphère ténue de Mars pour ralentir et se placer sur son orbite définitive.

### Troisième et quatrième extensions: le changement d'orbite
En octobre 2008, la mission de la sonde est prolongée pour la troisième fois jusqu'en septembre 2010. Pour cette nouvelle phase de la mission de la sonde spatiale, l'heure locale de survol est progressivement modifiée pour la faire passer de 5 h de l'après-midi à 3 h 45. Ce changement doit permettre d'améliorer les performances de l'instrument THEMIS mais le spectromètre gamma de GRS doit être arrêté car à cette heure de passage, il chauffe trop pour fournir des résultats exploitables. La modification de l'heure de survol est très progressive et la nouvelle orbite est atteinte en juin 2009,. Une quatrième extension jusqu'en août 2012 est décidée pour continuer à étudier les variations d'une année sur l'autre de phénomènes tels que les variations affectant la couverture par la glace de la calotte polaire, les tempêtes de poussière et les nuages. Cette extension doit permettre également de dresser une carte plus détaillée de la composition minéralogique de la surface de la planète. Une cinquième extension jusqu'en juillet 2014 doit permettre d'assurer la couverture de l'atterrissage de Mars Science Laboratory prévue en août 2012. La sonde est devenue en 2015 l'engin envoyé vers Mars à la plus longue durée de vie.

#### Relais de l'atterrissage deMars Science Laboratory
Le 8 juin 2012, Mars Odyssey se met en mode de survie car elle a détecté un comportement anormal d'une de ses roues de réactions utilisées pour contrôler son orientation. Cet incident tombe à un mauvais moment car il est prévu que la sonde relaie les informations fournies par Mars Science Laboratory durant sa descente vers le sol martien qui est planifiée pour le 6 août de la même année. Après avoir testé durant plus deux semaines le fonctionnement de la roue de réaction de rechange qui n'avait pas été activée depuis le début de la mission, la sonde spatiale est déclarée en état de fonctionner et reprend sa collecte de données scientifiques,. La sonde se met à nouveau brièvement en mode de survie le 11 juillet alors qu'elle effectuait une petite correction de trajectoire. Mais la situation revient à la normale et le 24 juillet une dernière manœuvre parvient à placer Mars Odyssey sur une orbite qui lui permettra de relayer en temps réel les données transmises par MSL durant son atterrissage. Les deux autres sondes en orbite, Mars Express et Mars Reconnaissance Orbiter, enregistreront également les données transmises par MSL mais ne seront pas en position de les retransmettre immédiatement.

## Principaux résultats
Le spectromètre GRS et les spectromètres à neutrons qui lui sont associés ont permis de mettre en évidence de grandes quantités de glace stockées sous les deux pôles ainsi que la présence de glaces en quantités plus modérées aux latitudes moyennes. Le même instrument a permis de dresser la première carte de la distribution des éléments chimiques à la surface de la planète. GRS a permis en particulier de mesurer la composition des éléments suivants : hydrogène, silicium, fer, potassium, thorium, chlore. La croûte de la planète contiendrait notamment deux fois plus de potassium que la croûte terrestre. L'étude a confirmé que les principaux éléments nécessaires à l'apparition de la vie étaient présents sur Mars. L'instrument THEMIS a mis en évidence de grandes concentrations d'olivine dans l'un des canyons de Valles Marineris qui démontrent que la période sèche que connaît Mars a débuté il y a très longtemps. Une couverture photographique globale de Mars en lumière visible et en infrarouge (de nuit) a été réalisée pour la première fois avec une résolution de dix mètres. Enfin, les données fournies par la sonde ont été utilisées pour sélectionner les sites d'atterrissages des rovers MER, en particulier le site de Meridiani Planum retenu pour Opportunity du fait de sa richesse en hématite, un minéral formé généralement sur Terre en présence d'eau. L'instrument MARIE a déterminé que le taux de radiation sur l'orbite autour de Mars était deux à trois fois supérieur à celui mesuré sur une orbite terrestre,.

## Origine du nom
À l'origine, Mars Odyssey s'appelait Mars Surveyor 2001 et l'orbiteur devait être lancé à peu près à la même période que l'atterrisseur Mars Surveyor Lander 2001. En mai 2000, la NASA abandonna le projet d'une mission sur le sol martien, notamment à la suite des échecs des sondes Mars Climate Orbiter et Mars Polar Lander fin 1999. Par conséquent, l'agence spatiale américaine modifia le nom de la mission : 2001 Mars Odyssey rappelle le roman de science-fiction 2001, l'Odyssée de l'espace (2001, Space Odyssey en anglais) d'Arthur C. Clarke.